# Shadow Lady
Shadow Lady (シャドウレディ Shadō Redi?) es el nombre de 3 mangas creados por Masakazu Katsura. La primera versión fue un manga en color publicado en la revista V Jump entre 1992 y 1993, luego el mangaka dibujó un one shot para la revista Shōnen Jump a inicios de 1995, y finalmente a mediados de ese año comenzó una serialización que duró hasta 1996 y fue compilada en 3 volúmenes. Todas las historias tienen en común al personaje principal Aimi, quien tiene la habilidad de convertirse en Shadow Lady con un maquillaje mágico, aunque la historia del personaje cambia considerablemente según la versión.

## Versión V Jump

### Personajes
- Aimi/Shadow Lady (アイミ / シャドウレディ Aimi / Shadō Redi?)
- Maito (マイト?)
- Sam Rein/Tecnoman (サム・ライン / テクノマン Samu Rain/Tekunoman?)

## Versión One Shot

### Argumento
Gray City es una tranquila ciudad de aspecto lujoso, con una gran cantidad de monumentos y antigüedades, que sin embargo se convierte en un peligroso lugar por las noches: la gran desigualdad social hace que los delincuentes abunden y los robos se sucedan sin control día tras día.
En estas circunstancias vive Aimi, una tímida muchacha de 17 años, que sin embargo, es poseedora de un gran secreto: gracias a un maquillaje mágico, Aimi es capaz de convertirse en Shadow Lady, una ladrona de alto nivel, que trae de cabeza a todo el escuadrón de policía de Gray City.
Junto a Demota, un pequeño demonio que le ayuda en sus aventuras, se enfrentará a Blait, un joven policía, enamorado de Shadow Lady y obsesionado por detenerla, y a los demonios del otro mundo

### Personajes
- Aimi Komori/Shadow Lady (小森 アイミ / シャドウレディ Komori Aimi / Shadō Redi?)

- Maito Banda (伴田 マイト Banda Maito?)

- Demo (デモ?)

## Versión Shōnen Jump

### Argumento
Este manga se centra en la ciudad de Grey City, donde vive una hermosa muchacha llamada Aimi Komori. Residente en un apartamento dentro de una de las ciudades más lujosas, esta chica se convierte en la poderosa Shadow Lady al utilizar un maquillaje especial hecho por un pequeño demonio oriundo del inframundo conocido como Demota.
Perseguida por la policía, Shadow Lady tendrá que enfrentarse a poderosos enemigos como Laim o el poderoso Medú, uno de los cinco genios malignos del mundo de los demonios y uno de los personajes con más potencial que se hayan visto, pues por culpa del otro genio que aparece, Zera; es absorbido por éste, preparándose así para la destrucción total del mundo, evitado una vez más por Shadow Lady.

### Personajes
- Aimi Komori/Shadow Lady (小森 アイミ / シャドウレディ Komori Aimi / Shadō Redi?)
- Demo / Demota (デモ / デモ太?)
- Bright Honda (本田 ブライド Honda Buraito?)
- Dory (ドリー Dorī?)
- Yamazaki (山崎?)
- Lime Hosokawa/Sparkgirl (細川 ライム / スパークガール Hosokawa Raimu/Supākugāru?)
- Pin, Deron y Rook (ビン、デロン、ルーク Pin, Deron, Rūk?)
- Cline Hanayama (花山 クライン Hanayama Kurein?)
- Medu (メデュー Medū?)
- Zera (ゼラ?)

- Datos: Q2276283